# Jean-Jacques Emmanuel Sédillot
Jean-Jacques Emmanuel Sédillot (* 26. April 1777 in Enghien-Montmorrency, Département Val-d’Oise; † 9. August 1832 in Paris) war ein französischer Mathematik- und Astronomiehistoriker, der sich insbesondere mit der Mathematik des islamischen Mittelalters befasste.
Sédillot war ein Absolvent der École polytechnique in Paris und studierte danach orientalische Sprachen (besonders Arabisch) bei Antoine-Isaac Silvestre de Sacy. Seine Forschungen zur Mathematik und Astronomie der Araber im Mittelalter beeinflusste die historischen Darstellungen zur Astronomie von Jean-Baptiste Joseph Delambre (L’histoire de l’ astronomie au moyen age) und Pierre-Simon de Laplace (in dessen Exposition du Système du Monde 1819).
Sédillots Auffassung der besonderen Originalität arabischer Mathematik wurde aber weder von Delambre noch von Laplace in deren Darstellung geteilt, sie sahen in den Arabern nur Überlieferer der griechischen Tradition. Man maß den Arbeiten so viel Bedeutung zu, dass er 1814 den Posten eines adjungierten Astronomen am Bureau des Longitudes erhielt, der sich nur mit der Mathematik und Astronomie des islamischen Mittelalters befasste.
Er veröffentlichte hauptsächlich in den Compte rendu der französischen Akademie der Wissenschaften, vieles blieb aber unveröffentlicht. Sein Sohn Louis Pierre-Eugène Sédillot setzte seine Arbeit fort.